# Lib.ru
Бібліоте́ка Макси́ма Мошко́ва — російська електронна бібліотека в інтернеті, одна з найперших і найвідоміших.

## Історія бібліотеки
Заснована та підтримується з листопада 1994 року Максимом Мошковим. Поповнюється головним чином зусиллями користувачами Інтернету, що надсилають до бібліотеки оцифровані ними тексти. Такий спосіб комплектування забезпечує «Бібліотеці Мошкова» широку і в ряді випадків досить оперативну поповнюваність, хоча і позначається в деяких випадках негативно (помилками, пропусками) на якості текстів і призводить до проблем з авторськими правами. З 1994 року дизайн сайту не змінювався. Як пояснює Мошков, у нього абсолютно відсутні художній смак та ідеї щодо зміни дизайну. У той же час його турбує, щоб сайт одночасно виглядав красиво в різних браузерах і був зручний у використанні по повільним каналам зв'язку..
16 липня 2007 року ряд російських ЗМІ повідомив про те, що інтернет-портал зазнав DDoS-атак, внаслідок чого сайт протягом деякого часу функціонував нестабільно.

## Структура
Основний розділ містить оцифровані твори, надіслані користувачами. Виділено розділ для вільної самостійної публікації своїх літературних текстів «Журнал» Самвидав, аналогічний проєкт для публікації музичних творів «Музичний хостинг», проєкт «Закордон» для подорожніх нотаток і вражень про життя за межами Росії, проєкт «Військова література» та кілька інших спеціальних проєктів.
З жовтня 2003 року на хостингу, що надається сервером бібліотеки Максима Мошкова, розміщується також бібліотека та сайт «Артефакт» — одна з бібліотек Рунет а, відкрита в 1996 році як частина інформаційного некомерційного сайту «Артефакт» [Архівовано 6 березня 2012 у Wayback Machine.].
У січні 2009 року бібліотека налічувала 8200 творів художньої літератури, представлених на 22 мовах, російські переклади по можливості дублюються оригіналами і перекладами на інші іноземні мови. Наявна в бібліотеці колекція парних текстів — найбільша в Рунеті. Бібліотека поповнюється переважно за рахунок текстів, які присилаються відвідувачами. При бібліотеці організована дискусія для обговорення прочитаного та внесення пропозицій щодо розвитку ресурсу. Як основний формат обраний Microsoft Word, що дозволяє дотримуватися типографічних стандартів верстки.

## Позови проти «Бібліотеки Мошкова»
1 квітня 2004 року компанія «КМ Онлайн», яка формувала свою бібліотеку шляхом копіювання текстів з інших електронних бібліотек, подала серію судових позовів від імені Едуарда Геворкяна, Олександри Мариніної, Василя Головачова і Олени Катасонова проти Максима Мошкова. Згодом виявилося, що до Мошкова має претензії лише Едуард Геворкян.
Інтереси Мошкова в суді захищав Андрій Миронов, юрист студії Артемія Лебедєва, інтереси «КМ Онлайн» представляли юристи НП «Національне товариство по цифровим технологіям» (НП НОЦИТ). Справа стала прецедентом тиску на електронну бібліотеку на підставі порушення авторських прав. В ході розгляду позову з бібліотеки були вилучені книги багатьох письменників.
30 березня 2005 року Останкінський суд Москви ухвалив рішення стягнути з Мошкова на користь Геворкяна 3000 рублів як відшкодування моральної шкоди, а у виплаті компенсації за порушення авторського права відмовити.
Наступного року були подані позови відразу від декількох компаній (літературна агенція ФТМ, портал «КМ онлайн») у зв'язку з розміщенням в бібліотеці Мошкова творів Гаррі Гаррісона «Зима в Едемі» в перекладі Ю. Соколова, Олександра Зінов'єва «Мій дім, моя чужина» та «Король Лір» в перекладі Пастернака. Справа була закрита мировою угодою сторін.

## Попадання в Федеральний список екстремістських матеріалів
Частина бібліотеки, а саме — деякі матеріали з сайту «Самвидав» (https://web.archive.org/web/20190629064836/http://zhurnal.lib.ru/) включені до Федерального списку екстремістських матеріалів під номером 381 за рішенням Череповецького міського суду Вологодської області від 13.04.2009. На даний момент частина провайдерів повністю блокує доступ до сайту, а не до конкретних матеріалів. Сайт був змушений змінити домен на http://samlib.ru/ [Архівовано 19 січня 2012 у Wayback Machine.].

## Нагороди
- Бібліотека Максима Мошкова удостоєна декількох премій Рунета, в тому числі Національної інтернет-премії (2003).
- Практично паралельно з рішенням про виплату морального відшкодування бібліотека отримала грант на 1 000 000 рублів від Росдруку [Архівовано 19 січня 2012 у Wayback Machine.] на розвиток бібліотеки.

### Бібліотека Мошкова та її філії в онлайні
- Библиотека Максима Мошкова [Архівовано 23 грудня 2005 у Wayback Machine.]
- Русская и зарубежная классика [Архівовано 18 червня 2008 у Wayback Machine.]
- Остросюжетная литература [Архівовано 21 березня 2012 у Wayback Machine.]
- Современная фантастика [Архівовано 7 березня 2012 у Wayback Machine.]
- Современная литература [Архівовано 21 березня 2012 у Wayback Machine.]
- Музыкальный хостинг [Архівовано 20 березня 2012 у Wayback Machine.]
- Активный туризм [Архівовано 19 березня 2012 у Wayback Machine.]
- Заграница [Архівовано 10 березня 2012 у Wayback Machine.]
- Журнал «Самиздат» [Архівовано 19 січня 2012 у Wayback Machine.]
- Аудиокниги

### КМ проти Бібліотеки Мошкова
- КМ против Максима Мошкова [Архівовано 7 травня 2021 у Wayback Machine.]
- Война с библиотеками: Вторая неделя, Компьютерра-Онлайн, 20 апреля 2004 года.
- С владельца самой крупной русской интернет-библиотеки взыскали штраф [Архівовано 18 жовтня 2011 у Wayback Machine.], журнал «Библиотечное дело».

### Статті
- 10 лет интернет-библиотеке Максима Мошкова (рос.). Архів оригіналу за 24 грудня 2004. Процитовано 12 липня 2010.
- Беседовал П. Д. (13 июня 2010). Максим Мошков: «Я строю литературный город» (рос.). «Книжное обозрение». Архів оригіналу за 14 серпня 2004. Процитовано 10 червня 2010.